# Cantonul Rocroi
Cantonul Rocroi este un canton din arondismentul Charleville-Mézières, departamentul Ardennes, regiunea Champagne-Ardenne, Franța.

## Comune
| Comune                   | Populație (1999) | Cod poștal | Cod INSEE |
| ------------------------ | ---------------- | ---------- | --------- |
| Blombay                  | 91               | 08260      | 08071     |
| Bourg-Fidèle             | 771              | 08230      | 08078     |
| Le Châtelet-sur-Sormonne | 195              | 08150      | 08110     |
| Chilly                   | 113              | 08260      | 08121     |
| Étalle                   | 71               | 08260      | 08155     |
| Gué-d'Hossus             | 504              | 08230      | 08202     |
| Laval-Morency            | 232              | 08150      | 08249     |
| Maubert-Fontaine         | 902              | 08260      | 08282     |
| Regniowez                | 396              | 08230      | 08355     |
| Rimogne                  | 1 416            | 08150      | 08365     |
| Rocroi                   | 2 420            | 08230      | 08367     |
| Sévigny-la-Forêt         | 200              | 08230      | 08417     |
| Taillette                | 314              | 08230      | 08436     |
| Tremblois-lès-Rocroi     | 167              | 08150      | 08460     |